# Mendicăuți, Secureni
Mendicăuți, întâlnit și sub forma Oleksiivka (în ucraineană Олексіївка, transliterat: Oleksiivka, anterior se numea în ucraineană Мендикауци, transliterat: Mendîkauțî) este un sat reședință de comună în raionul Secureni din regiunea Cernăuți (Ucraina). Are 1,142 locuitori, preponderent ucraineni.
Satul este situat la o altitudine de 249 metri, în partea de sud a raionului Secureni, în apropiere de frontiera cu Republica Moldova (mai exact cu raionul Ocnița). De această comună depinde administrativ satul Mendicăuții Noi.

## Istorie
Localitatea Mendicăuți a făcut parte încă de la înființare din Ținutul Hotinului a regiunii istorice Basarabia a Principatului Moldovei. Prima mențiune documentară a satului datează din anul 1533. Până în 1711 a făcut parte din Principatul Moldovei, apoi din Raiaua Hotin a Imperiului Otoman. 
Prin Tratatul de pace de la București, semnat pe 16/28 mai 1812, între Imperiul Rus și Imperiul Otoman, la încheierea războiului ruso-turc din 1806 – 1812, Rusia a ocupat teritoriul de est al Moldovei dintre Prut și Nistru, pe care l-a alăturat Ținutului Hotin și Basarabiei/Bugeacului luate de la Turci, denumind ansamblul Basarabia (în 1813) și transformându-l într-o gubernie împărțită în zece ținuturi (Hotin, Soroca, Bălți, Orhei, Lăpușna, Tighina, Cahul, Bolgrad, Chilia și Cetatea Albă, capitala guberniei fiind stabilită la Chișinău). 
La începutul secolului al XIX-lea, conform recensământului efectuat de către autoritățile țariste în anul 1817, satul Mendicăuți făcea parte din Ocolul Nistrul de jos a Ținutului Hotin . În perioada 1900-1910 a fost construită aici o biserică de lemn . 
După Unirea Basarabiei cu România la 27 martie 1918, satul Mendicăuți a făcut parte din componența României, în Plasa Secureni a județului Hotin. Pe atunci, majoritatea populației era formată din ucraineni. [citation needed] 
Ca urmare a Pactului Ribbentrop-Molotov (1939), Basarabia, Bucovina de Nord și Ținutul Herța au fost anexate de către URSS la 28 iunie 1940. După ce Basarabia a fost ocupată de sovietici, Stalin a dezmembrat-o în trei părți. Astfel, la 2 august 1940, a fost înființată RSS Moldovenească, iar părțile de sud (județele românești Cetatea Albă și Ismail) și de nord (județul Hotin) ale Basarabiei, precum și nordul Bucovinei și Ținutul Herța au fost alipite RSS Ucrainene. La 7 august 1940, a fost creată regiunea Cernăuți, prin alipirea părții de nord a Bucovinei cu Ținutul Herța și cu cea mai mare parte a județului Hotin din Basarabia .
În perioada 1941-1944, toate teritoriile anexate anterior de URSS au reintrat în componența României. Apoi, cele trei teritorii au fost reocupate de către URSS în anul 1944 și integrate în componența RSS Ucrainene, conform organizării teritoriale făcute de Stalin după anexarea din 1940, când Basarabia a fost ruptă în trei părți. 
În anul 1944, autoritățile sovietice au schimbat denumirea oficială a satului din Mendicăuți (în rusă Мендикауци) în cea de Alexeevca (în ucraineană Олексіївка).
Începând din anul 1991, satul Mendicăuți face parte din raionul Secureni al regiunii Cernăuți din cadrul Ucrainei independente. Conform recensământului din 1989, numărul locuitorilor care s-au declarat români plus moldoveni era de 32 (1+31), reprezentând 2,43% din populație . În prezent, satul are 1.142 locuitori, preponderent ucraineni.

## Demografie
Componența lingvistică a localității Mendicăuți
     Ucraineană (97,29%)
     Română (2,1%)
     Alte limbi (0,53%)
Conform recensământului din 2001, majoritatea populației localității Mendicăuți era vorbitoare de ucraineană (97,29%), existând în minoritate și vorbitori de română (2,1%).
1930: 1.539 (recensământ)
1989: 1.319 (recensământ)
2007: 1.142 (estimare)

## Turism
În satul Mendicăuți se află o biserică de la începutul secolului al XIX-lea, care a fost unul dintre puținele lăcașe de cult din zonă care a funcționat și în perioada sovietică. 